# La Nueva Esperanza (norra Hueyapan de Ocampo)
La Nueva Esperanza är en ort i Mexiko.   Den ligger i kommunen Hueyapan de Ocampo och delstaten Veracruz, i den sydöstra delen av landet, 400 km öster om huvudstaden Mexico City. La Nueva Esperanza ligger 189 meter över havet och antalet invånare är 110.
Terrängen runt La Nueva Esperanza är huvudsakligen kuperad, men åt sydväst är den platt. Runt La Nueva Esperanza är det ganska glesbefolkat, med 47 invånare per kvadratkilometer. Närmaste större samhälle är Catemaco, 16,5 km norr om La Nueva Esperanza. Omgivningarna runt La Nueva Esperanza är en mosaik av jordbruksmark och naturlig växtlighet.